# Magie enohiană

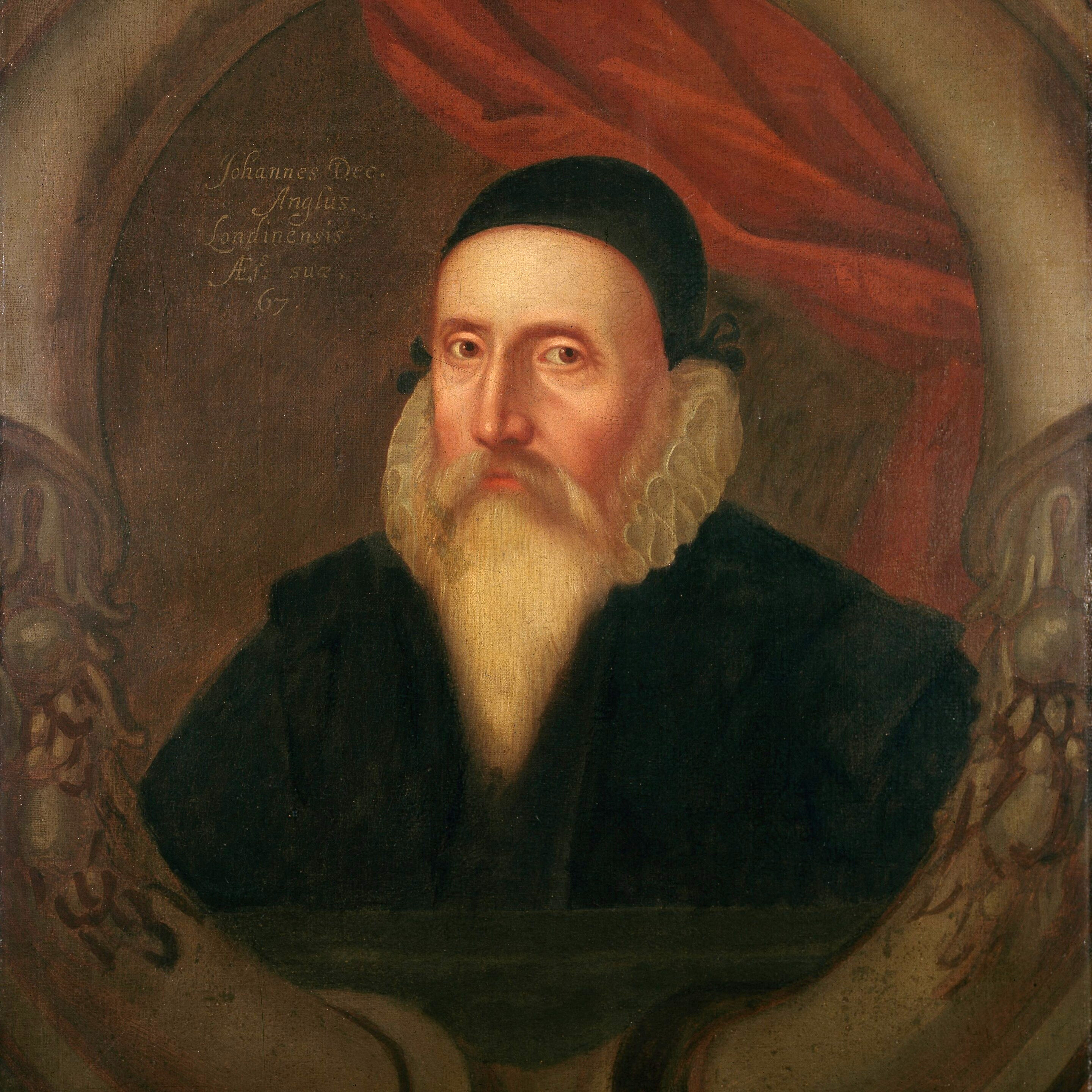
John Dee

Magia enohiană este un sistem de magie ceremonială bazat pe invocarea și comanda a diferite spirite și entități. Se bazează pe scrierile din secolul al XVI-le ale Dr. John Dee și Edward Kelley, cei care au susținut că informațiile lor, inclusiv limba enohiană relevată, au fost primite de aceștia direct de la diverși îngeri. Scrierile lui Dee cuprind scrierea (angelică) enohiană precum și tabelele de corespondență care o însoțesc. Dee și Kelley au crezut că viziunile lor le-au oferit acces la secretele conținute în cartea apocrifă a lui Enoh.

## Origine
Sistemul de magie enohiană practicat în prezent este în primul rând produsul cercetărilor și lucrărilor a patru bărbați:  John Dee, Edward Kelley, Samuel Liddell MacGregor Mathers și Aleister Crowley. În plus, cercetările Dr Thomas Rudd, Elias Ashmole, Dr William Wynn Westcott și Israel Regardie au fost parte integrantă a dezvoltării sale.

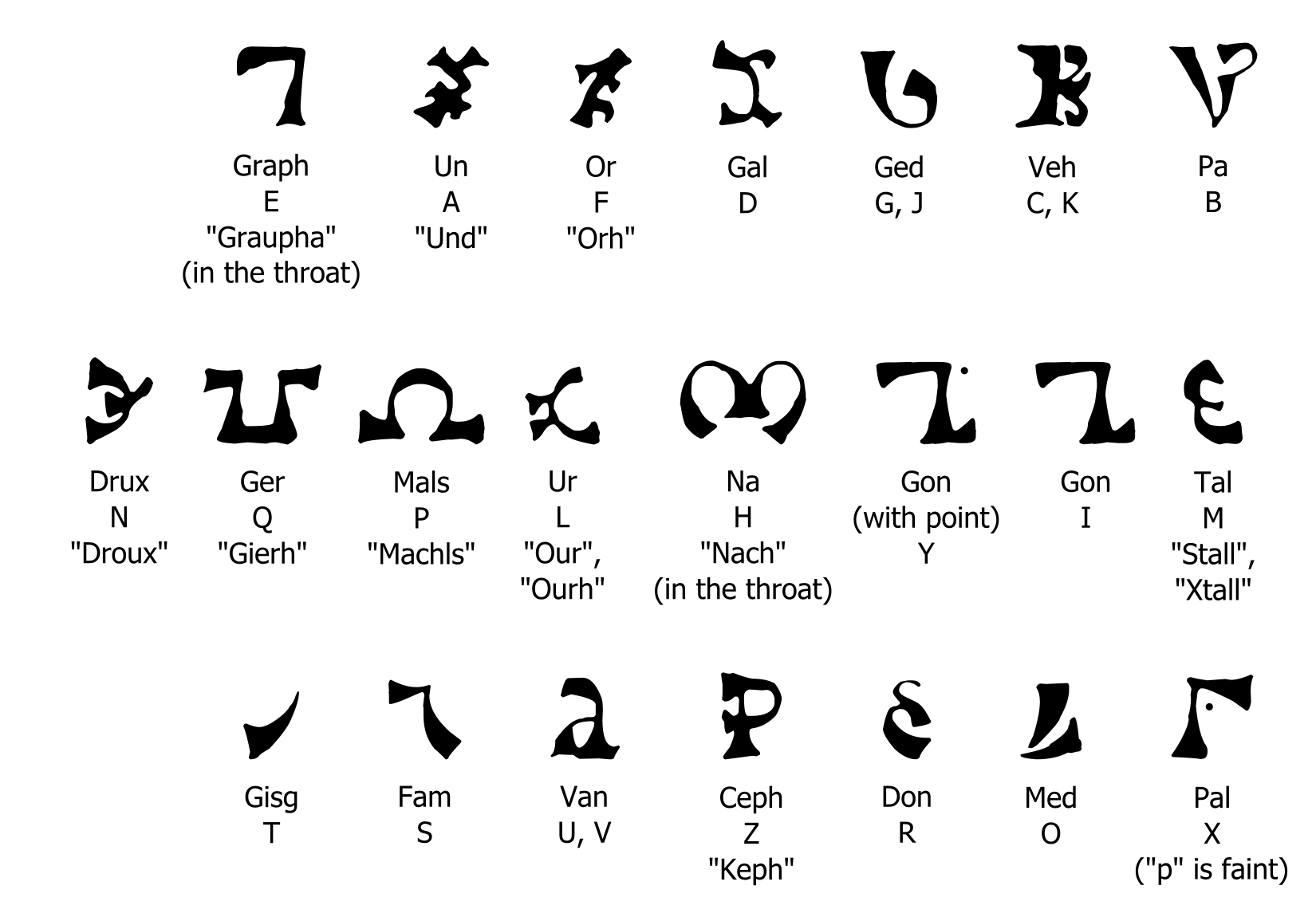
Alfabet enohian

Materia primă pentru sistemul magic enohian ar fi fost "dictată" printr-o serie de comunicări angelice în perioada 1582-1589. Dee și Kelley au afirmat că ar fi primit aceste instrucțiuni de la îngeri. În timp ce Kelly a efectuat operațiuni psihice cunoscute sub numele de cristaloscopie, Dee a păstrat înregistrări meticuloase scrise despre tot ceea ce s-ar fi întâmplat. Kelly ar fi privit adânc într-un glob-negru ("shewstone") de cristal și descria cu voce tare ceea ce ar fi văzut.
Această afirmație privind comunicările angelice este considerată ca atare de majoritatea ocultiștilor enohieni. Cu toate acestea, unii dintre ei au arătat că există similitudini remarcabile cu alte texte grimoirice anterioare, cum ar fi Heptameron-ul care era cunoscut de Dee. Alte texte magice cum ar fi Cartea lui Soyga (sau Aldaraia, din care Dee a avut o copie), Arta Paulină (Ars Paulina) (vezi și Lemegeton) și altele, inclusiv lucrările magice ale lui Agrippa și Reuchlin, probabil, au avut de asemenea o influență asupra lucrărilor magice angelice ale lui Dee și Kelley. Sistemul pretinde că se referă la secrete conținute în cartea apocrifă a lui Enoh.

## Manuscrise de magie enohiană
Liber Logaeth Arhivat în 14 ianuarie 2012, la Wayback Machine. (Cartea Vorbelor lui Dumnezeu) (sau Cartea lui Enoh sau Liber Mysteriorum, Sextus et Sanctus -A Șasea Carte (și Sacră/Sfântă) a Misterelor) (1583); este păstrată în Muzeul Britanic ca Sloane ms 3189. Ortografia corectă este Loagaeth, dar acesta a fost tipărită frecvent ca Logaeth încât această ortografie a intrat în uzul comun. Scrisă de către Edward Kelley, acesta este compusă din 65 de pagini care conțin 101 pătrate magice extrem de complexe.
Mysteriorum Libri Quinque Arhivat în 10 aprilie 2012, la Wayback Machine. ([Cele] Cinci Cărți ale Misterului sau Exerciții mistice este păstrată în Muzeul Britanic ca Sloane ms 3188.  Mysteriorum Libri Quinque este de fapt un jurnal datat 22 decembrie 1581 – 23 mai 1583.
Un alt manuscris, Sloane 3191 Arhivat în 30 decembrie 2011, la Wayback Machine., cuprinde 48 Angelic Keys; The Book of Earthly Science, Aid and Victory; On the Mystic Heptarchy și Invocations of the Good Angels.

## Zorii Aurii
Magia enohiană a fost redescoperită de mișcarea ocultă Zorii Aurii în anii 1880 prin Samuel Liddell MacGregor Mathers. Mișcarea a inventat și un joc numit șah enohian folosit în divinație.

## Legături externe
- O listă despre articole despre magia enohiană și John Dee de pe internet:
- Introducere în magia enohiană  Arhivat în 4 aprilie 2012, la Wayback Machine.
- Istoria magiei enohiene
- Crowley, Aleister, Liber LXXXIV vel Chanokh (PDF)
- Enochian Chess & HRH Prince Charles Arhivat în 28 septembrie 2010, la Wayback Machine.
- Rowe, Benjamin,  and PDF Enochian Magic Reference (PDF)
- Listă de „îngeri enohieni”